# Josep Cirera i Escala
Josep Cirera i Escala (Barcelona, 1880 – Cadaqués, 1936) fou un empresari català.

## Biografia
Era fill d'un funcionari i començà estudiar enginyeria, però no va acabar. Era propietari de la casa Cirera de Sant Vicenç dels Horts i de terres a Sant Gervasi de Cassoles, on va muntar una fàbrica de gèneres de punt.
Com a president de l'Associació de Propietaris de l'Avinguda de la República de l'Argentina va remetre una petició a l'ajuntament de Barcelona per urbanitzar la plaça de Lesseps i el passeig de Sant Gervasi. A les eleccions municipals de 1915 fou escollit regidor de l'ajuntament de Barcelona per la Lliga Regionalista. El 1928 fou membre del Sometent de Sant Gervasi i soci de la Societat Econòmica Barcelonesa d'Amics del País. En produir-se el cop d'estat del 18 de juliol del 1936 ell i el seu fill, Antoni Cirera Simon, foren assassinats a Cadaqués el setembre del mateix any.